# Gaoui
Gaoui (en arabe : قاوي) est un village du Tchad, situé à 10 km au nord-est de N'Djamena. Il a été la capitale de la civilisation Sao et est maintenant connu pour son architecture traditionnelle et la fabrication de poterie. Il abrite également le musée Sao - Kotoko.
Le film Abouna, sorti en 2003, a été partiellement tourné dans le village.
Image:Route vers Gaoui.jpg | La route qui mène vers le village

## Le Palais du Sultan
Le palais historique du sultan de Gaoui,actuellement transformé en musée, est construit au 19e siècle et rénové dans les années 1990 ne doit sa survie que grâce à des personnes de bonnes volontés.

## Galerie

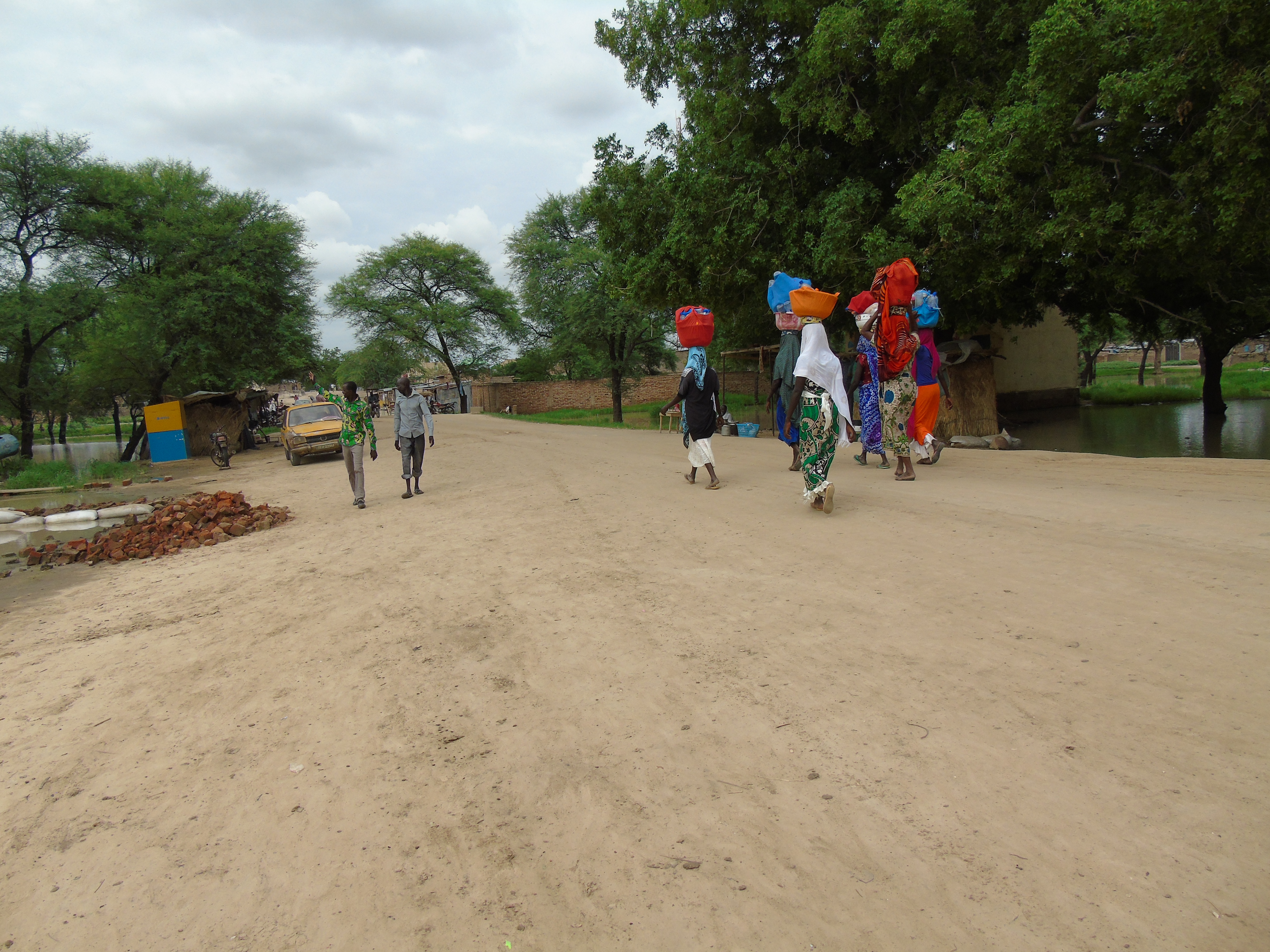
Le retour des femmes du marché
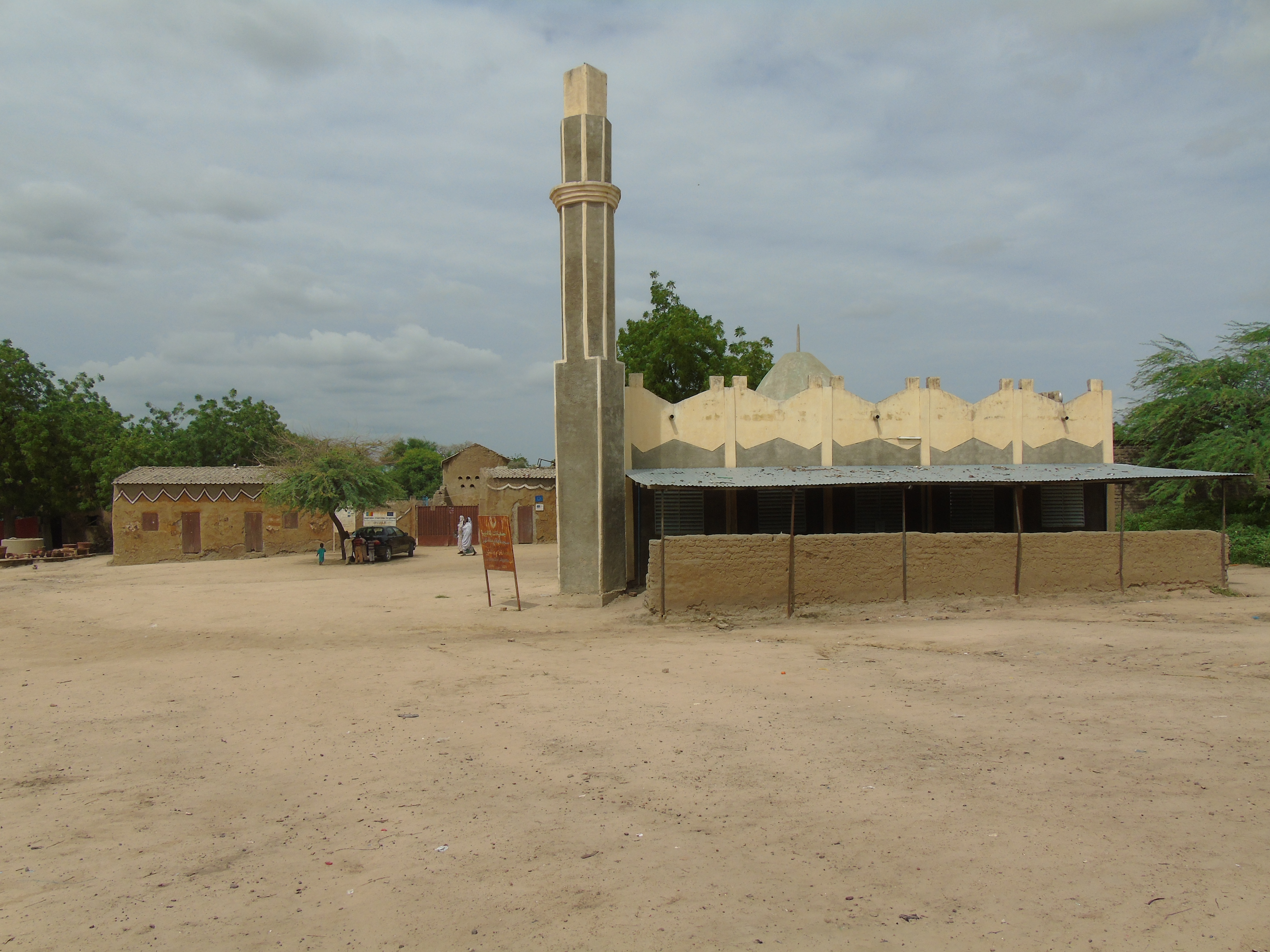
Grande mosquée
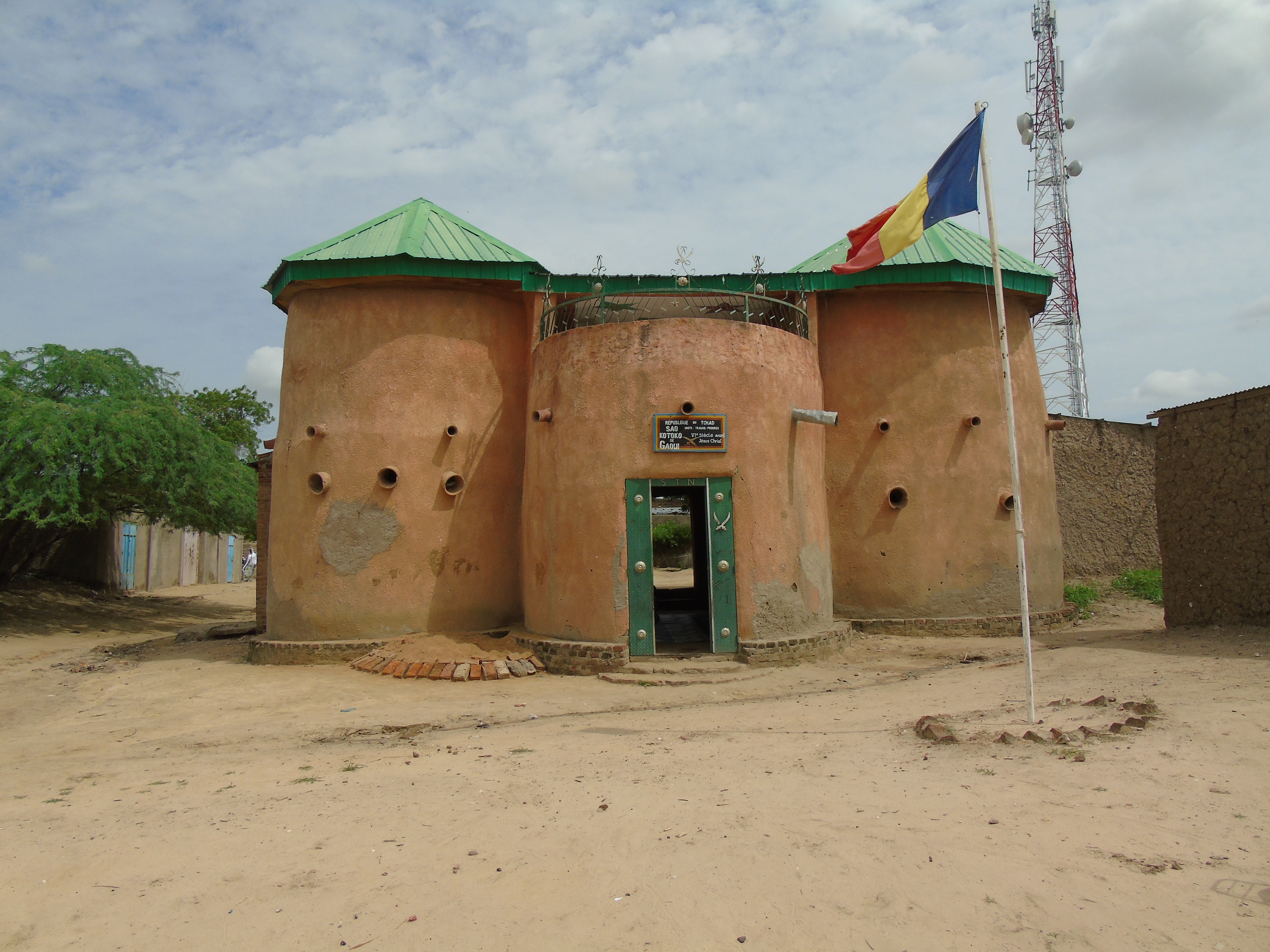
Actuel palais du sultan de Gaoui
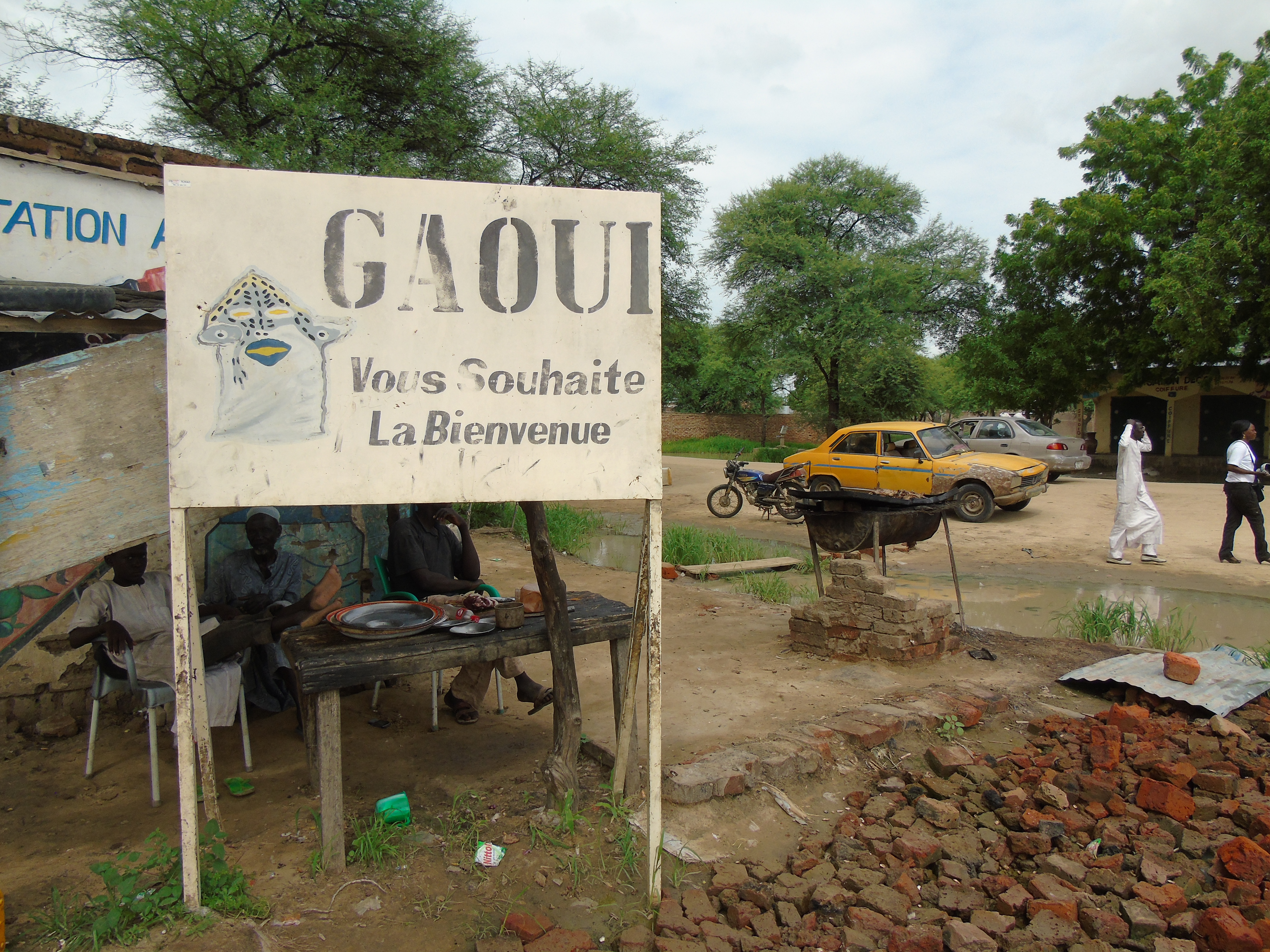
Route vers Gaoui